# كرة القدم في الألعاب الأولمبية الصيفية 1980
مسابقة كرة القدم في الألعاب الأولمبية الصيفية 1980 بدأت يوم 20 يوليو وانتهت يوم 2 أغسطس.
لم تعقد سوى مسابقة للرجال في هذه الدورة.
تم تقسيم المنتخبات المشاركة على أربعة مجموعات:
- المجموع أ (كوبا والاتحاد السوفيتي وفنزويلا وزامبيا)
- المجموعة ب (كولومبيا والكويت ومنتخب نيجيريا لكرة القدم وتشيكوسلوفاكيا)
- المجموعة ج (الجزائر ومنتخب إسبانيا لكرة القدم وألمانيا الشرقية وسوريا)
- المجموعة د (كوستاريكا وفنلندا والعراق ويوغوسلافيا)

في تقريره التقني الصادر عقب انتهاء المسابقة أفاد الفيفا أنه "بالمقارنة مع بطولة العالم للشباب 1979 التي أقيمت في اليابان ونهائيات كأس العالم 1978 في الأرجنتين، كان مستوى كرة القدم رديء بشكل عام.

## الملاعب
لعبت المسابقة على الملاعب التالية:
- ملعب لينين المركزي (موسكو)
- ملعب دينامو المركزي (موسكو)
- ملعب كيروف (لينينغراد)
- الملعب الجمهوري (كييف)
- ملعب دينامو (مينسك)

أقيمت المباراة النهائية على ملعب لينين المركزي بينما أقيمت مباراة المركز الثالث على ملعب دينامو المركزي. كانت هذه النسخة هي الأكثر حضوراً على الإطلاق؛ فقد شاهد 1,821,624 متفرج 32 مباراة من الملاعب.

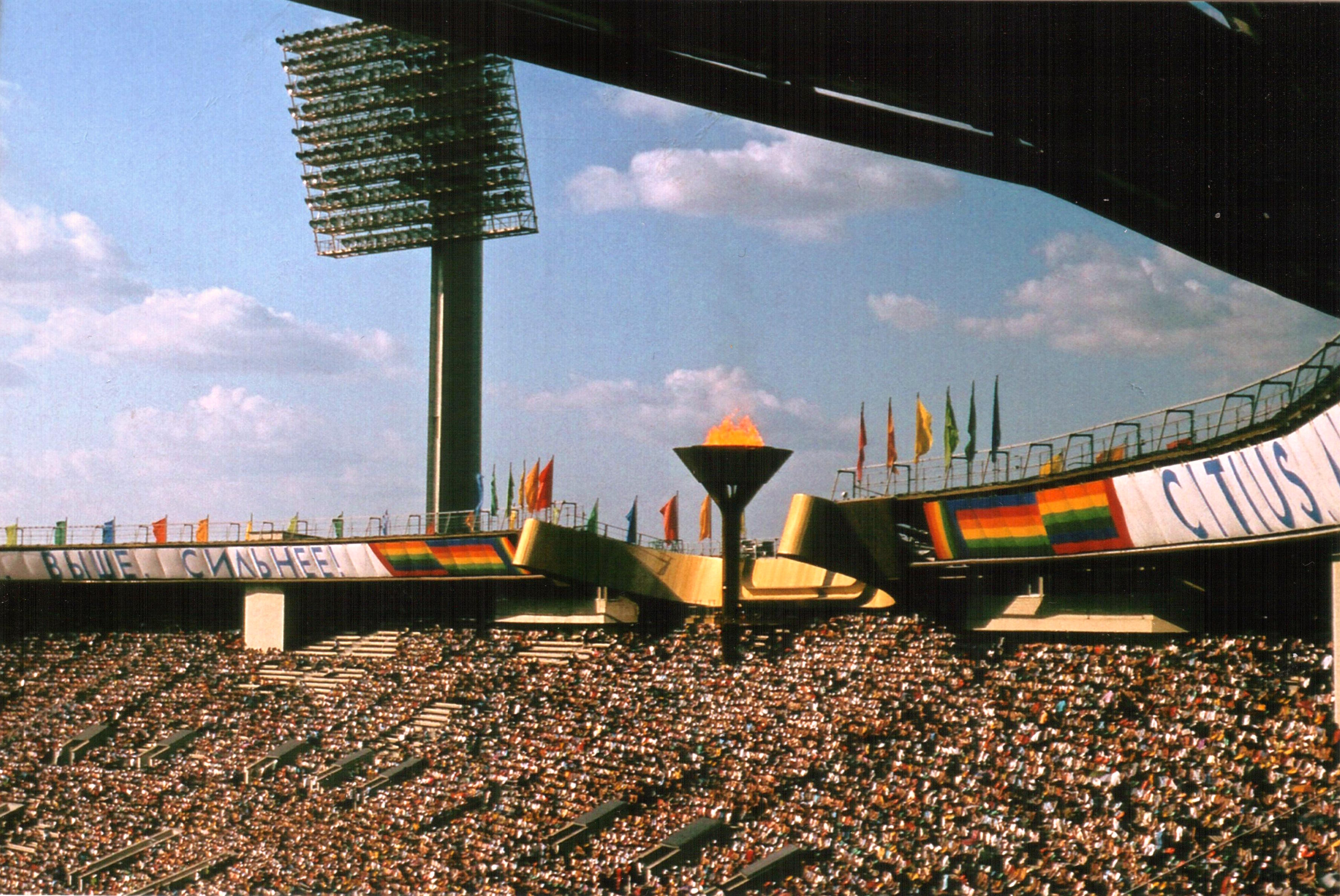
النهائي بين تشيكوسلوفاكيا وألمانيا الشرقية على ملعب لينين المركزي

## التصفيات
بسبب قيادة الولايات المتحدة حملة مقاطعة سياسية احتجاجاً على الغزو السوفيتي لأفغانستان قررت بعض الدول (بين قوسين) المتأهلة عدم المشاركة في المسابقة.
في ما يلي المنتخبات ال16 التي تأهلت إلى مسابقة كرة القدم الأولمبية 1980:
| - أفريقيا (كاف) - الجزائر - نيجيريا (عوضت غانا) - زامبيا (عوضت مصر) - آسيا (اي إف سي) - العراق (عوضت ماليزيا) - الكويت - سوريا (عوضت إيران) - أمريكا الشمالية والوسطى (كونكاكاف) - كوستاريكا - كوبا (عوضت الولايات المتحدة) | - أمريكا الجنوبية (كونميبول) - كولومبيا - فنزويلا (عوضت الأرجنتين) - أوروبا (يويفا) - تشيكوسلوفاكيا - فنلندا (عوضت النرويج) - ألمانيا الشرقية (تأهل تلقائياً كونه بطل النسخة الماضية) - إسبانيا - يوغوسلافيا - الدولة المضيفة - الاتحاد السوفيتي |

## حكام المباريات
| أفريقيا - بلعيد لاكارن - باسي إيو-هونستي - نييرندا تشايو آسيا - سالم ناجي الهاشمي - عبد الوهاب البناي - مروان عرفات | أمريكا الشمالية والوسطى - لويس سيلس كالديرون - رامون كالديرون كاسترو - ماريو روبيو فازكيز أمريكا الجنوبية - روموالدو أربي فيليو - غييرمو فيلاسكيز - إنريكه لابو ريفوريدو - خوسيه كاسترو لوزادا | أوروبا - فرانتس فورر - فويتخ كريستوف - أندرس ماتسون - ريكاردو لاتانزي - كلاوس شويرل - بوب فالنتاين - إميليو غوروسيتا-مورو - أولف إريكسون - أندريه داينا - ماريان راوس - إلدار عظيم زاده |

## البطولة

### الدور الأول

#### المجموعة أ
| فريق             | لعب | ف | ت | خ | له | عليه | ف.أ | نقاط |
| ---------------- | --- | - | - | - | -- | ---- | --- | ---- |
| الاتحاد السوفيتي | 3   | 3 | 0 | 0 | 15 | 1    | +14 | 6    |
| كوبا             | 3   | 2 | 0 | 1 | 3  | 9    | −6  | 4    |
| فنزويلا          | 3   | 1 | 0 | 2 | 3  | 7    | −4  | 2    |
| زامبيا           | 3   | 0 | 0 | 3 | 2  | 6    | −4  | 0    |

| كوبا              | 1–0   | زامبيا |
| ----------------- | ----- | ------ |
| أندريس رولدان 58' | تقرير |        |

| الاتحاد السوفيتي                                                                   | 4–0   | فنزويلا |
| ---------------------------------------------------------------------------------- | ----- | ------- |
| سيرغي أندرييف 3' · فيودور تشيرينكوف 25' · يوري غافريلوف 34' · خورين أوغانيسيان 51' | تقرير |         |

| كوبا                                 | 2–1   | فنزويلا             |
| ------------------------------------ | ----- | ------------------- |
| لويس هرنانديز 49' · رامون نونييز 71' | تقرير | إيكر زوبيزاريتا 68' |

| الاتحاد السوفيتي                                | 3–1   | زامبيا             |
| ----------------------------------------------- | ----- | ------------------ |
| فاغيز خيدياتولين 9'، 51' · فيودور تشيرينكوف 87' | تقرير | غودفري تشيتالو 13' |

| الاتحاد السوفيتي | 8–0   | كوبا |
| --- | ----- | ---- |
| سيرغي أندرييف 8'، 27'، 44' · أوليغ رومانتسيف 20' · سيرغي شافلو 43' · فيودور تشيرينكوف 55' · يوري غافريلوف 75' · فولوديمير بيسونوف 77' | تقرير |      |

| فنزويلا                                       | 2–1   | زامبيا             |
| --------------------------------------------- | ----- | ------------------ |
| إيكر زوبيزاريتا 86' · روبرت إيليه 90' (ركلة.) | تقرير | غودفري تشيتالو 73' |

#### المجموعة ب
| فريق          | لعب | ف | ت | خ | له | عليه | ف.أ | نقاط |
| ------------- | --- | - | - | - | -- | ---- | --- | ---- |
| تشيكوسلوفاكيا | 3   | 1 | 2 | 0 | 4  | 1    | +3  | 4    |
| الكويت        | 3   | 1 | 2 | 0 | 4  | 2    | +2  | 4    |
| كولومبيا      | 3   | 1 | 1 | 1 | 2  | 4    | −2  | 3    |
| نيجيريا       | 3   | 0 | 1 | 2 | 2  | 5    | −3  | 1    |

| تشيكوسلوفاكيا                                           | 3–0   | كولومبيا |
| ------------------------------------------------------- | ----- | -------- |
| لوبومير بوكلودا 14' · يان برغر 18' · لاديسلاف فيزيك 85' | تقرير |          |

| الكويت                            | 3–1   | نيجيريا               |
| --------------------------------- | ----- | --------------------- |
| فيصل الدخيل 16'، 40'، 85' (ركلة.) | تقرير | محبوب جمعة 25' (ه.ذ.) |

| كولومبيا             | 1–1   | الكويت         |
| -------------------- | ----- | -------------- |
| كارلوس موليناريس 73' | تقرير | جاسم يعقوب 64' |

| تشيكوسلوفاكيا      | 1–1   | نيجيريا        |
| ------------------ | ----- | -------------- |
| لاديسلاف فيزيك 25' | تقرير | هنري نووسو 84' |

| كولومبيا            | 1–0   | نيجيريا |
| ------------------- | ----- | ------- |
| بنيامين كاردونا 55' | تقرير |         |

| تشيكوسلوفاكيا | 0–0   | الكويت |
| ------------- | ----- | ------ |
|               | تقرير |        |

#### المجموعة ج
| فريق            | لعب | ف | ت | خ | له | عليه | ف.أ | نقاط |
| --------------- | --- | - | - | - | -- | ---- | --- | ---- |
| ألمانيا الشرقية | 3   | 2 | 1 | 0 | 7  | 1    | +6  | 5    |
| الجزائر         | 3   | 1 | 1 | 1 | 4  | 2    | +2  | 3    |
| إسبانيا         | 3   | 0 | 3 | 0 | 2  | 2    | 0   | 3    |
| سوريا           | 3   | 0 | 1 | 2 | 0  | 8    | −8  | 1    |

| ألمانيا الشرقية | 1–1   | إسبانيا                 |
| --------------- | ----- | ----------------------- |
| ديتر كون 49'    | تقرير | ماركوس ألونسو بينيا 50' |

| الجزائر                                                   | 3–0   | سوريا |
| --------------------------------------------------------- | ----- | ----- |
| لخضر بلومي 36' · رابح ماجر 48' · شعبان مرزقان 73' (ركلة.) | تقرير |       |

| ألمانيا الشرقية   | 1–0   | الجزائر |
| ----------------- | ----- | ------- |
| فرانك ترلتسكي 61' | تقرير |         |

| إسبانيا | 0–0   | سوريا |
| ------- | ----- | ----- |
|         | تقرير |       |

| إسبانيا             | 1–1   | الجزائر        |
| ------------------- | ----- | -------------- |
| هيبوليتو رينكون 38' | تقرير | لخضر بلومي 63' |

| ألمانيا الشرقية                                                               | 5–0   | سوريا |
| ----------------------------------------------------------------------------- | ----- | ----- |
| لوتار هاوزه 6' · فولف-روديغر نتس 25'، 45' · فرنر بيتر 75' · فرانك ترلتسكي 82' | تقرير |       |

#### المجموعة د
| فريق       | لعب | ف | ت | خ | له | عليه | ف.أ | نقاط |
| ---------- | --- | - | - | - | -- | ---- | --- | ---- |
| يوغوسلافيا | 3   | 2 | 1 | 0 | 6  | 3    | +3  | 5    |
| العراق     | 3   | 1 | 2 | 0 | 4  | 1    | +3  | 4    |
| فنلندا     | 3   | 1 | 1 | 1 | 3  | 2    | +1  | 3    |
| كوستاريكا  | 3   | 0 | 0 | 3 | 2  | 9    | −7  | 0    |

| يوغوسلافيا                                  | 2–0   | فنلندا |
| ------------------------------------------- | ----- | ------ |
| جواد شيتشيربيغوفيتش 56' · ميلوش شيستيتش 58' | تقرير |        |

| العراق                                       | 3–0   | كوستاريكا |
| -------------------------------------------- | ----- | --------- |
| هادي أحمد 45' · حسين سعيد 49' · فلاح حسن 75' | تقرير |           |

| يوغوسلافيا                                   | 3–2   | كوستاريكا                      |
| -------------------------------------------- | ----- | ------------------------------ |
| زلاتكو فويوفيتش 6'، 54' · بورو بريموراتس 24' | تقرير | خورخي وايت 35' · عمر أرويو 90' |

| فنلندا | 0–0   | العراق |
| ------ | ----- | ------ |
|        | تقرير |        |

| فنلندا                                           | 3–0   | كوستاريكا |
| ------------------------------------------------ | ----- | --------- |
| آري تيساري 18' · يوكو أليلا 58' · يوكو سويني 88' | تقرير |           |

| يوغوسلافيا         | 1–1   | العراق       |
| ------------------ | ----- | ------------ |
| زوران فويوفيتش 63' | تقرير | فلاح حسن 61' |

### المخطط
|  | ربع النهائي          | ربع النهائي      |                  |   | نصف النهائي | نصف النهائي |  |  | النهائي | النهائي |
|  |                      |                  |                  |   |             |             |  |  |         |         |
|  | 27 يوليو - موسكو     |                  |                  |   |             |             |  |  |         |         |
|  |                      |                  |                  |   |             |             |  |  |         |         |
|  | الاتحاد السوفيتي     | 2                |                  |   |             |             |  |  |         |         |
|  | الاتحاد السوفيتي     | 2                | 29 يوليو - موسكو |   |             |             |  |  |         |         |
|  | الكويت               | 1                |                  |   |             |             |  |  |         |         |
|  | الكويت               | 1                | ألمانيا الشرقية  | 1 |             |             |  |  |         |         |
|  | 27 يوليو - كيف       |                  | ألمانيا الشرقية  | 1 |             |             |  |  |         |         |
|  |                      | الاتحاد السوفيتي | 0                |   |             |             |  |  |         |         |
|  | ألمانيا الشرقية      | الاتحاد السوفيتي | 0                | 4 |             |             |  |  |         |         |
|  | ألمانيا الشرقية      |                  | 2 أغسطس - موسكو  | 4 |             |             |  |  |         |         |
|  | العراق               | 0                |                  |   |             |             |  |  |         |         |
|  | العراق               | 0                | تشيكوسلوفاكيا    | 1 |             |             |  |  |         |         |
|  | 27 يوليو - لينينغراد |                  | تشيكوسلوفاكيا    | 1 |             |             |  |  |         |         |
|  |                      | ألمانيا الشرقية  | 0                |   |             |             |  |  |         |         |
|  | تشيكوسلوفاكيا        | ألمانيا الشرقية  | 0                | 3 |             |             |  |  |         |         |
|  | تشيكوسلوفاكيا        | 29 يوليو - موسكو |                  | 3 |             |             |  |  |         |         |
|  | كوبا                 | 0                |                  |   |             |             |  |  |         |         |
|  | كوبا                 | 0                | تشيكوسلوفاكيا    | 2 |             |             |  |  |         |         |
|  | 27 يوليو - مينسك     |                  | تشيكوسلوفاكيا    | 2 |             |             |  |  |         |         |
|  |                      | يوغوسلافيا       | 0                |   |             |             |  |  |         |         |
|  | يوغوسلافيا           | يوغوسلافيا       | 0                | 3 |             |             |  |  |         |         |
|  | يوغوسلافيا           |                  |                  | 3 |             |             |  |  |         |         |
|  | الجزائر              | 0                |                  |   |             |             |  |  |         |         |
|  | الجزائر              | 0                |                  |   |             |             |  |  |         |         |

### ربع النهائي
| يوغوسلافيا                                                   | 3–0   | الجزائر |
| ------------------------------------------------------------ | ----- | ------- |
| أنته ميروتشيفيتش 5' · ميلوش شيستيتش 19' · زوران فويوفيتش 70' | تقرير |         |

| الاتحاد السوفيتي                         | 2–1   | الكويت         |
| ---------------------------------------- | ----- | -------------- |
| فيودور تشيرينكوف 30' · يوري غافريلوف 51' | تقرير | جاسم يعقوب 59' |

| تشيكوسلوفاكيا                                 | 3–0   | كوبا |
| --------------------------------------------- | ----- | ---- |
| لاديسلاف فيزيك 29'، 59' · لوبومير بوكلودا 90' | تقرير |      |

| ألمانيا الشرقية                                                                              | 4–0   | العراق |
| -------------------------------------------------------------------------------------------- | ----- | ------ |
| روديغر شنوبهاسه 4' (ركلة.) · فولف-روديغر نتس 11' · فولفغانغ شتاينباخ 17' · فرانك ترلتسكي 22' | تقرير |        |

### نصف النهائي
| الاتحاد السوفيتي | 0–1   | ألمانيا الشرقية     |
| ---------------- | ----- | ------------------- |
|                  | تقرير | فولف-روديغر نتس 16' |

| تشيكوسلوفاكيا                      | 2–0   | يوغوسلافيا |
| ---------------------------------- | ----- | ---------- |
| فرنر ليتشكا 4' · زدينيك سراينر 18' | تقرير |            |

### مباراة الميدالية البرونزية
| الاتحاد السوفيتي                         | 2–0   | يوغوسلافيا |
| ---------------------------------------- | ----- | ---------- |
| خورين أوغانيسيان 67' · سيرغي أندرييف 82' | تقرير |            |

### مباراة الميدالية الذهبية
| تشيكوسلوفاكيا       | 1–0   | ألمانيا الشرقية |
| ------------------- | ----- | --------------- |
| ييندريش سفوبودا 77' | تقرير |                 |

## فائزو الميداليات
| ذهب: | فضة: | برونز: |
| تشيكوسلوفاكيا ستانيسلاف سيمان · لوديك ماتسيلا · يوزيف مازورا · ليبور راديمتس · زدينيك ريغل · بيتر نيميتس · لاديسلاف فيزيك · يان برغر · ييندريش سفوبودا · لوبومير بوكلودا · فرنر ليتشكا · روستيسلاف فاتسلافيتشيك · ياروسلاف نيتوليتشكا · أولدريش روت · فرانتيشيك شتامباخر · فرانتيشيك كونزو | ألمانيا الشرقية بودو رودفالايت · أرتور أولريش · لوتار هاوزه · فرانك أوهليش · فرانك باوم · روديغر شنوبهاسه · فرانك ترلتسكي · فولفغانغ شتاينباخ · يورغن بهرينغر · فرنر بيتر · ديتر كون · نوربرت تريلوف · ماتياس مولر · ماتياس ليبر · برند ياكوبوفسكي · فولف-روديغر نتس | الاتحاد السوفيتي رينات داسايف · تينغيز سولاكفليدزه · ألكساندر تشيفادزه · فاغيز خيدياتولين · أوليغ رومانتسيف · سيرغي شافلو · سيرغي أندرييف · فولوديمير بيسونوف · يوري غافريلوف · فيودور تشيرينكوف · فايري غازايف · فلاديمير بيلغوي · سيرغي بالتاتشا · سيرغي نيكولين · خورين أوغانيسيان · ألكساندر بروكوبينكو · ريفاز تشيليبادزه |

## مسجلي الأهداف
سجل سيرغي أندرييف خمسة أهداف وظفر لقب هداف المسابقة. تم تسجيل 82 هدفاً عن طريق 52 لاعب مختلف، بما فيها هدف واحد سجل بالخطأ.
5 أهداف
- سيرغي أندرييف

4 أهداف
| - لاديسلاف فيزيك | - فولف-روديغر نتس | - فيودور تشيرينكوف |

3 أهداف
| - فرانك ترلتسكي | - فيصل الدخيل | - يوري غافريلوف |

هدفين
| - لخضر بلومي - لوبومير بوكلودا - فلاح حسن - جاسم يعقوب | - فاغيز خيدياتولين - خورين أوغانيسيان - إيكر زوبيزاريتا - ميلوش شيستيتش | - زلاتكو فويوفيتش - زوران فويوفيتش - غودفري تشيتالو |

هدف
| - رابح ماجر - شعبان مرزقان - بنيامين كاردونا - كارلوس موليناريس - عمر أرويو - خورخي وايت - لويس هرنانديز - رامون نونييز - أندريس رولدان - يان برغر - فرنر ليتشكا | - زدينيك سراينر - ييندريش سفوبودا - يوكو أليلا - يوكو سويني - آري تيساري - لوتار هاوزه - ديتر كون - فرنر بيتر - روديغر شنوبهاسه - فولفغانغ شتاينباخ - هادي أحمد | - حسين سعيد - هنري نووسو - ماركوس ألونسو بينيا - هيبوليتو رينكون - أوليغ رومانتسيف - سيرغي شافلو - فولوديمير بيسونوف - روبرت إيليه - جواد شيتشيربيغوفيتش - بورو بريموراتس - أنته ميروتشيفيتش |

هدف ذاتي
- محبوب جمعة (لعب ضد نيجيريا)

## الترتيب النهائي
في الأدنى الترتيب النهائي بعد انتهاء المسابقة.
| رتبة | فريق                   | لعب | ف | ت | خ | له | عليه | ف.أ | نقاط |
| ---- | ---------------------- | --- | - | - | - | -- | ---- | --- | ---- |
| 1    | تشيكوسلوفاكيا (TCH)    | 6   | 4 | 2 | 0 | 10 | 1    | +9  | 10   |
| 2    | ألمانيا الشرقية (GDR)  | 6   | 4 | 1 | 1 | 12 | 2    | +10 | 9    |
| 3    | الاتحاد السوفيتي (URS) | 6   | 5 | 0 | 1 | 19 | 3    | +16 | 10   |
| 4    | يوغوسلافيا (YUG)       | 6   | 3 | 1 | 2 | 9  | 7    | +2  | 7    |
| 5    | الكويت (KUW)           | 4   | 1 | 2 | 1 | 5  | 4    | +1  | 4    |
| 6    | العراق (IRQ)           | 4   | 1 | 2 | 1 | 4  | 5    | -1  | 4    |
| 7    | كوبا (CUB)             | 4   | 2 | 0 | 2 | 3  | 12   | -9  | 4    |
| 8    | الجزائر (ALG)          | 4   | 1 | 1 | 2 | 4  | 5    | -1  | 3    |
| 9    | فنلندا (FIN)           | 3   | 1 | 1 | 1 | 3  | 2    | +1  | 3    |
| 10   | إسبانيا (ESP)          | 3   | 0 | 3 | 0 | 2  | 2    | 0   | 3    |
| 11   | كولومبيا (COL)         | 3   | 1 | 1 | 1 | 2  | 4    | -2  | 3    |
| 12   | فنزويلا (VEN)          | 3   | 1 | 0 | 2 | 3  | 7    | -4  | 2    |
| 13   | نيجيريا (NGR)          | 3   | 0 | 1 | 2 | 2  | 5    | -3  | 1    |
| 14   | سوريا (SYR)            | 3   | 0 | 1 | 2 | 0  | 8    | –8  | 1    |
| 15   | زامبيا (ZAM)           | 3   | 0 | 0 | 3 | 2  | 6    | –4  | 1    |
| 16   | كوستاريكا (CRC)        | 3   | 0 | 0 | 3 | 2  | 9    | –7  | 0    |

## روابط خارجية
- مسابقة كرة القدم الأوليمبية موسكو 1980 نسخة محفوظة 17 أغسطس 2016 على موقع واي باك مشين.، FIFA.com
- ملخص RSSSF
- تقرير الفيفا التقني

كرة القدم في الألعاب الأولمبية الصيفية 1980